# Исаев, Сеилбек Мухамеджарович
Сеилбек Мухамеджарович Исаев (каз. Сейілбек Мұқамеджарұлы Исаев; род. 13 марта 1938, аул Куренайгыр, Называевский район, Омская область, СССР — 9 июня 1999, Алма-Ата, Казахстан) — советский и казахстанский учёный, доктор филологических наук (1977), профессор (1979), член-корреспондент Национальной академии наук Казахстана (НАН) (1995), академик Высшей школы (1996).

## Биография
Окончив семилетнюю школу в селе Сеилбек, в 1957 году с отличием окончил Омское педагогическое училище по специальности учитель начальных классов и поступил на филологический факультет Казахского государственного университета им. С. М. Кирова, который окончил в 1962 году. В 1962—1968 годах — школьный учитель, затем научный сотрудник Института языкознания АН Казахстана. В 1966 году защитил кандидатскую диссертацию на тему «Язык печатной продукции в 20-е годы XX столетия». В 1968—1988 годах осуществлял научно-педагогическую деятельность в Алматинском женском педагогическом институте (ныне Казахский государственный женский педагогический университет); с сентября 1989 года по июнь 1999 года — ректор этого института. В 1974 году он защитил докторскую диссертацию на тему «Формирование и развитие казахского языка периодической печати». С 1995 года — член-корреспондент НАН РК, с 1996 года — академик Высшей школы.
Автор 200 научных работ, в основном посвящённых вопросам истории казахского литературного языка, письменности и грамматики, внёс вклад в развитие языкознания, тюркологии. Автор учебника «Казахский язык» для 7 класса.
В 1981 году награждён медалями «За отличный труд», «Ветеран труда», в 1992 году — медалью им. Ы.Алтынсарина.